# Menhirs de Tréfoux
Les menhirs de Tréfoux sont un groupe de deux menhirs  situés à Bagneux dans le département français de l'Indre.

## Protection
Les menhirs sont classés monument historique par la liste de 1889.

## Description
Les deux menhirs sont des blocs de grès de petite taille. Le premier mesure 0,95 m de hauteur pour une largeur à la base de 0,75 m et une épaisseur de 0,60 m. Le second, situé au sud-est à 3,80 m de distance, mesure 1,10 m de hauteur pour une largeur à la base de 1,20 m et une épaisseur de 0,50 m. Le plus petit des deux comporte une importante cassure sur l'une de ses faces, il fut redressé dans les années 1970.
Un troisième menhir, situé à environ 50 m des deux premiers a été déplacé dans le bourg de Bagneux pour servir de base au monument aux morts. A cette occasion, la pierre originelle a été retaillée.